# Tratado de Gulistán
El Tratado de Gulistán (en ruso: Гюлистанский договор; en persa: عهدنامه گلستان‎) fue un acuerdo de paz celebrado entre el Imperio ruso y Persia, el 24 de octubre de 1813, en la localidad de Gulistán que puso fin a la primera guerra ruso-persa que enfrentó a ambos países en el Cáucaso. Las negociaciones de paz se precipitaron a partir de la caída de la ciudad de Lankarán ante el general Piotr Kotlyarevski, el 1 de enero de 1813.
El embajador de Gran Bretaña, Gore Ouseley, fue el encargado de la negociación de los términos del tratado, que establecía la pérdida de la actual Azerbaiyán, Daguestán y Georgia oriental (Kanato de Ganyá y Karabaj) en favor del Imperio ruso, también tendría el derecho exclusivo de navegación por el mar Caspio con barcos militares. El tratado fue firmado por Nikolái Rtíschev por Rusia y Haji Mirza Hasan Khan por Persia. Algunos puntos poco claros en los límites territoriales establecidos, llevaron a nuevas hostilidades en 1826.